# Alef
De alef (Hebreeuws: אלף, uitspraak: allef) of allef (Nederlands-Jiddisj) is de eerste letter in het Hebreeuwse alfabet en in het Fenicische alfabet, geschreven als {\displaystyle \aleph }.
De letter alef wordt voor diverse doeleinden gebruikt. Als medeklinker geeft ze de glottisslag weer. Hierbij is medeklinker beredeneerd vanuit Hebreeuws oogpunt. Ook kan ze een hiaat aangeven, ook al is daarbij geen sprake van een glottisslag. In een aantal woorden wordt de alef geheel niet uitgesproken, al of niet wanneer het een klank betreft die weggesleten is. Echter, het drieletterige karakter van woorden wordt ermee in stand gehouden. Dit kan wenselijk of nodig zijn om bijvoorbeeld grammaticale redenen. Als laatste geeft ze als leesmoeder een klinker weer. Voordat het Hebreeuws beschikte over masoretische vocalisatietekens ter behoud van de oorspronkelijk uitspraak van het woord Gods, werden deze al gebruikt om waar nodig onduidelijkheden en verwarring te vermijden.
In het systeem van Hebreeuwse cijfers geeft de alef het getal een weer.
| F1 |

| F1 |

Het Hebreeuwse alfabet is ontstaan uit het Fenicisch alfabet. De vorm van de letter alef is ontstaan uit een tekening van een ossenkop en is vervolgens verder geëvolueerd. De eerste hiëroglief komt uit het Proto-semitisch alfabet.
De letter alef is afkomstig van het West-Semitische woord voor os. In modern-Hebreeuws betekent het werkwoord "le'aleef": het domesticeren van wilde dieren, of het trainen van huisdieren. In het Israëlische leger is de hoge rang "aloef", afgeleid van een Edomitische adellijke titel.
In de verzamelingenleer wordt met de letter alef de kardinaliteit van oneindige verzamelingen weergegeven. Omdat de verzameling van alle reële getallen meer elementen heeft dan de verzameling van de natuurlijke getallen, heeft Georg Cantor een manier ontwikkeld om de gradaties van oneindigheid te beschrijven. Zo heet de kardinaliteit van de verzameling van natuurlijke getallen alef-nul, welke zo {\displaystyle \aleph _{0}} wordt genoteerd.
In het verleden werden steden in het Jiddisch aangeduid met hun eerste letter in het Hebreeuwse alfabet. Amsterdam heette Mokum Allef, Rotterdam werd zo Mokum Reesj oftewel 'Plaats A' en 'Plaats R'. Thans is slechts het woord Mokum daarvan overgebleven als aanduiding voor Amsterdam.
א · ב · ג · ד · ה · ו · ז · ח · ט · י · כ · (ך) · ל · מ · (ם) · נ · (ן) · ס · ע · פ · (ף) · צ · (ץ) · ק · ר · ש · ת 

alef · beet · gimel · dalet · hee · waw · zajien · chet · tet · jod · kaf · -sofiet · lamed · mem · -sofiet · noen · -sofiet · samech · ajien · pee · -sofiet · tsaddie · -sofiet · koef · reesj · sjien · tav